# Щукин, Николай Семёнович (писатель, 1792)
Никола́й Семёнович Щу́кин (1792, Иркутск — 17 апреля 1883, Санкт-Петербург) — русский писатель, этнограф и краевед.

## Биография
Родился в Иркутске в 1792 году. Учился в Иркутской гимназии, позже преподавал в ней. Служил в Министерстве внутренних дел.
Одно из первых сочинений «Нечто о Байкале и Хамар-Дабане» было опубликовано в «Казанских известиях» в 1819 году.
Печатался в столичных журналах: «Московский телеграф», «Северная пчела», «Журнал Министерства внутренних дел», «Москвитянин» и других.
Автор книги «Поездка в Якутск» (1833), повестей «Посельщик» (Санкт-Петербург, 1834), «Ангарские пороги» (Санкт-Петербург, 1835), очерка «Александр Бестужев-Марлинский в Якутске», а также очерков краеведческого характера.
Скончался в Санкт-Петербурге 17 апреля 1883 года.

## Семья
- Брат — Щукин Семён Семёнович (ок. 1795—1868) — педагог, краевед, директор Иркутской гимназии[2].
- Племянник — Щукин Николай Семёнович (1838—1870) — писатель, публицист, деятель Сибирского областничества[3].